# Stephan Schreck
Stephan Schreck (Erfurt, 15 luglio 1978) è un ex ciclista su strada, pistard e dirigente sportivo tedesco, professionista dal 2000 al 2008.

## Palmarès

### Strada
- 1996 (Juniores)

Classifica generale Grand Prix Rüebliland
Classifica generale Drei Etappen Rundfahrt Frankfurt
Classifica generale Tour de Lorraine
- 1997 (Juniores)

Classifica generale Internationale Ernst-Sachs-Tour
- 1998 (Dilettanti)

3ª tappa Internationale Thüringen Rundfahrt (Arnstadt > Mühlhausen/Thüringen)
4ª tappa Internationale Thüringen Rundfahrt (Mühlhausen/Thüringen > Sondershausen)
- 1999 (Dilettanti)

Classifica generale Internationale Thüringen Rundfahrt
Rund um den Henninger-Turm Under-23
- 2002 (Team Telekom, una vittoria)

5ª tappa Hessen-Rundfahrt (Viernheim > Bergen-Enkheim)
- 2004 (T-Mobile Team, due vittorie)

1ª tappa Sachsen-Tour International (Dresda > Zittau)
1ª tappa Regio-Tour (Heitersheim > Wehr)
- 2007 (T-Mobile Team, due vittorie)

5ª tappa Sachsen-Tour International (Dresda > Dresda)

#### Altri successi
- 2004 (T-Mobile Team)

Criterium Nienburg

## Piazzamenti

### Grandi Giri
- Giro d'Italia

2002: 110º
- Tour de France

2005: 86º
- Vuelta a España

2001: 92º
2003: 101º
2004: 58º
2006: 81º
2007: 58º
2008: ritirato (12ª tappa)

### Classiche monumento
- Milano-Sanremo

2005: ritirato
2006: 96º
2008: ritirato
- Giro delle Fiandre

2002: 65º
2004: 43º
2005: 63º
2006: ritirato
2008: ritirato
- Parigi-Roubaix

2000: ritirato
2001: ritirato
2004: 65º
2005: ritirato
2006: ritirato
2008: ritirato

### Competizioni mondiali
- Campionati del mondo

Valkenburg 1998 - In linea Under-23: 12º
Verona 1999 - In linea Under-23: 31º
Lisbona 2001 - In linea Elite: ritirato
Hamilton 2003 - In linea Elite: 81º
Verona 2004 - In linea Elite: ritirato
Salisburgo 2006 - In linea Elite: ritirato
- Campionati del mondo su pista

San Marino 1995 - Inseguimento a squadre juniors: 2º
Novo Mesto 1996 - Inseguimento a squadre juniors: 2º

### Competizioni europee
- Campionati europei

Uppsala 1998 - Cronometro Under-23: 8º